# Линда Улвъртън
Линда Улвъртън (на английски: Linda Woolverton) е американска сценаристка, писателка и драматург, чиито най-изявени творби включват сценариите и книгите на няколко бурно одобрени филма на Дисни и сценични мюзикъли. Тя е първата жена, която пише сценарий за пълнометражен анимационен филм на Дисни, Красавицата и Звяра, който е и първият анимационен филм, номиниран за най-добър филм на наградите на Академията. Освен това тя е съавтор на сценария на Цар лъв и адаптира собствения си сценарий на Красавицата и Звяра в либрето за адаптацията на филма на Бродуей, за която получава номинация за награда Тони и печели награда Оливие.
Последните ѝ творби включват сценария на Алиса в Страната на чудесата, огромен успех в боксофиса, което я прави първата и единствена сценаристка на филм, събрал над милиард долара приходи, и сценария на Господарка на злото, както и продълженията на тези филми.
Линда Улвъртън се представлява от Обединената агенция за таланти (United Talent Agency).

## Ранен живот и образование
Улвъртън е родена през 1952 г. в Лонг Бийч, Калифорния. Като дете тя започва да играе в местния детски театър като бягство от това, което тя определя като "травмиращо детство". Завършва гимназия през 1969 г. с отличие в театралната програма на училището. Посещава Калифорнийския държавен университет в Лонг Бийч, като завършва бакалавърска степен по театрални изкуства през 1973 г. След дипломирането си тя посещава Калифорнийския държавен университет във Фулъртън, за да получи магистърска степен по детски театър. Завършва магистърската си степен през 1976 г.

## Кариера

### Първи творби
След завършване на магистърската си степен Улвъртън сформира собствена детска театрална компания. Тя пише, режисира и изпълнява постановките, които изнася в църкви, молове, училища и местни театри из цяла Калифорния. Тя също обучава деца, участващи в реклами през 1979 г. През 1980 г. тя започва да работи като секретар в Си Би Ес, където в крайна сметка става изпълнителен директор на програма, концентрирайки се както върху детската, така и в нощната програма. По време на обедните си почивки Улвъртън пише първия си роман за подрастващи Звезден вятър. След като напуска работата си през 1984 г. и започна да работи като заместник-учител, тя пише втория си роман също за подрастващи Тичане пред вятъра. Издадени съответно през 1986 и 1987 г. и публикувани от Houghton Mifflin.
През това време Улвъртън започва да пише сценарии за детски телевизионни предавания. От 1986 до 1989 г. тя пише епизоди за анимационни сериали като Междузвездни войни: Еуоките, Денис Белята, Истинските ловци на духове, Мечетата Беренстайн, Малкото пони и Чип и Дейл: Спасителен отряд. След като се уморява да пише за анимационни телевизионни предавания, тя изразява желание да работи за анимационното студио Дисни, но е обезсърчена от своя агент, който ѝ казва, че "не е готова". Без да се съгласи с него, Улвъртън отива в офисите на Дисни в Бърбанк, Калифорния, и оставя копие от Тичане пред вятъра на секретар, като го моли "да го даде на някой да го прочете". Два дни по-късно тя получава обаждане от Джефри Каценберг, тогавашен председател на Дисни, който я поканва на интервю.

### Работа в Дисни
Улвъртън е наета да напише сценария за Красавицата и Звяра на Дисни Анимейшън, като по този начин става първата жена, която пише сценария на анимационен филм за студиото. От началото на 1985 до 1988 г. два различни писателски екипа се занимават с адаптирането на приказката на Жан-Мари Льопринс дьо Бомон във филм, но Улвъртън успява да включи свои собствени идеи в историята, като например да направи главния герой книгоман. След излизането си през 1991 г. Красавицата и Звяра получава всеобщо признание на критиката, превръщайки се в първия анимационен филм, номиниран някога за наградата Оскар за най-добър филм, и печелейки наградата Златен глобус за най-добър филм - мюзикъл или комедия.
След успеха на Красавицата и Звяра Улвъртън работи по няколко проекта на Дисни. Тя е съавтор на сценария на игралния филм Невероятното пътуване към дома, издаден през 1993 г., и отново работи с Дисни Анимейшън, като помага за предпроизводствената история на Аладин, издаден през 1992 г., и е съавтор на сценария на Цар лъв, издаден през 1994 г. И Аладин, и Цар лъв бележат успехи в боксофиса и получават признанието на критиката. В същото време адаптира собствения си сценарий на Красавицата и Звяра в либрето, по което създава адаптацията на филма на Бродуей, за което получава номинация за награда Тони и печели награда Оливие. Улвъртън осигурява допълнителен материал за сюжета на Мулан, издаден през 1998 г., и е съавтор на сценичния мюзикъл Аида, който се представя на Бродуей през 2000 г., като получава признание от критиката.
През 2007 г. тя завършва сценарий, в който по-голямата Алиса от Алиса в Страната на чудесата на Луис Карол се завръща в Страната на чудесата, идея, която има в главата си в продължение на много години. Тя предоставя сценария на продуцентите Сюзън Тод, Дженифър Тод и Джо Рот, които го представят в Дисни. Студиото веднага приема проекта, като назначава Тим Бъртън за режисьор. Издаден през 2010 г. Алиса в Страната на чудесата има огромен успех в боксофиса, което я прави първата и единствена сценаристка на филм, събрал над милиард долара приходи. През 2010 г. Дисни я кани да напише сценария за Господарка на злото, преразказ на анимационния филм Спящата красавица от гледна точка на отрицателната героиня Злодеида. Подобно на Красавицата и звярът, идеята за филма се развива с години, докато Улвъртън е назначена да го напише. По-късно тя описва своята версия на приказката като цялостно "преоткриване, а не просто преразказ на същата история". Господарка на злото е издаден през 2014 г.
Улвъртън пише сценария на Алиса в Огледалния свят, продължението на Алиса в Страната на чудесата, издаден през 2016 г. През 2015 г. е обявено, че е наета да напише продължение на Господарка на злото; Господарка на злото 2 е издаден през 2019 г.

### Други творби
Улвъртън пише сценария на бродуейския мюзикъл Лестат, адаптация на Вампирски хроники от Ан Райс, която предварително е придставена през 2005 г. в Сан Франциско, като се превръща в най-печелившата пиеса в историята на града. Официалната премиера на мюзикъла е през 2006 г. Тя е съавтор на сценария на документалния филм Арктическа приказка на Нешънъл Джиографик, издаден през 2007 г. През 2014 г. тя обявява, че пише пилотен епизод за телевизионен сериал. По-късно е обявено, че телевизионната мрежа Лайфтайм е решила да направи адаптация на книгите Кланът на пещерната мечка с Улвъртън като изпълнителен продуцент на сериала и сценарист на пилотния епизод. В крайна сметка адаптацията излиза като телевизионен филм.

## Теми
"Силни женски образи"
Творбите на Улвъртън са известни със своите "силни женски образи". Тя е призната за това, че е проправила пътя на Дисни в създаването на силни женски герои, главно благодарение на изграденият от нея образ на Бел, главната героиня в Красавицата и Звяра. Бел е интелигентна и силна млада жена, героиня на Дисни, която прави "нещо различно от чакането на нейния принц да дойде". Филмовото списание „Емпайър“ приветства Бел като "феминистка героиня, която е по-закръглена от предишните героини на Дисни". Самата Улвъртън казва, че Бел "ни придвижи с няколко инча напред. Тя обича книгите. Не разчита на красотата си, за да се измъкне от своя свят. Тя не е жертва, която чака своя принц да се появи. Тя е активна героиня".
В Алиса в Страната на чудесата тя дава на главната героиня Алиса Кингсли авантюристична, любознателна, несъответстваща личност, което кара героинята да постави под въпрос ценностите на викторианското общество и в крайна сметка да се превърне в световен изследовател. За това списание „Ел“ пише: "Във версията си на Страната на чудесата тя [Улвъртън] дава на публиката женски образ, който не зависи от мъжа за своето щастие или търговски успех". Описвайки работата си върху филма, Улвъртън каза: "Целият смисъл в Алиса е, че трябва да проправите собствения си път. Не можете да ходите по чужд [път]. Това е вашата мечта; това е вашият живот. Не може други хора да ви казват какво да направите със себе си. Вие решавате.".
Размишлявайки над женските си герои, Улвъртън казва: "По мое време се появих като феминистка. И когато за първи път бях наета да създам Красавицата и звярът, знаех, че не мога да създам героиня на Дисни, която да е жертва. Така че това ме поведе по пътя към преглеждане на тези принцеси на Дисни по някакъв различен начин".

## Личен живот
Улвъртън е разведена с продуцента Лий Фликър, от когото има дъщеря на име Кийтън, родена през 1991 г. Тя живее в Ханкок Парк, Лос Анджелис, и има две кучета.

## Творчество

### Филми
| Година | Заглавие                       | Бележки                                                            |
| ------ | ------------------------------ | ------------------------------------------------------------------ |
| 2019   | Господарка на злото 2          | Сценарий с Ноа Харпстър и Мика Фицерман-Блу Изпълнителен продуцент |
| 2016   | Алиса в Огледалния свят        | Сценарист                                                          |
| 2014   | Господарка на злото            | Сценарист                                                          |
| 2010   | Алиса в Страната на чудесата   | Сценарист                                                          |
| 2007   | Арктическа приказка            | Сценарий с Моус Ричардс и Кристин Гор                              |
| 1998   | Мулан                          | Допълнителен материал към историята                                |
| 1994   | Цар лъв                        | Сценарий с Айрин Меки и Джонатан Робъртс                           |
| 1993   | Невероятното пътуване към дома | Сценарий с Каролин Томпсън и Джонатан Робъртс                      |
| 1992   | Аладин                         | Разработка на историята в предпроизводство                         |
| 1991   | Красавицата и Звяра            | Сценарист                                                          |

### Театър
- Лестат (2005), либрето
- Аида (2000), либрето
- Цар лъв (1997), адаптация и либрето
- Красавицата и Звяра (1994), либрето

### Романи
- Библиотеката на Бел: Колекция от литературни цитати и вдъхновяващи размишления (2017)
- Тичане пред вятъра (1987)
- Звезден вятър (1986)

### Телевизия
- Кланът на пещерната мечка (2015)
- Чип и Дейл: Спасителен отряд (1989, 1 епизод)
- Приключенията на Ан и Анди (1988)
- Си Би Ес: Разбиване на истории (1988, 1 епизод)
- Гарбидж (1987, 2 епизода)
- Младият вълк (1986-1987, 8 епизода)
- Истинските ловци на духове (1987, 1 епизод)
- Плюшени играчки (1986)
- Денис Белята (1986, 65 епизода)
- Малкото пони (1986, 2 епизода)
- Междузвездни войни: Еуоките (1986, 2 епизода)
- Горски пожар (1986, 2 епизода)
- Мечетата Беренстайн (1985-1987, 5 епизода)